# Maple Leaf Gardens

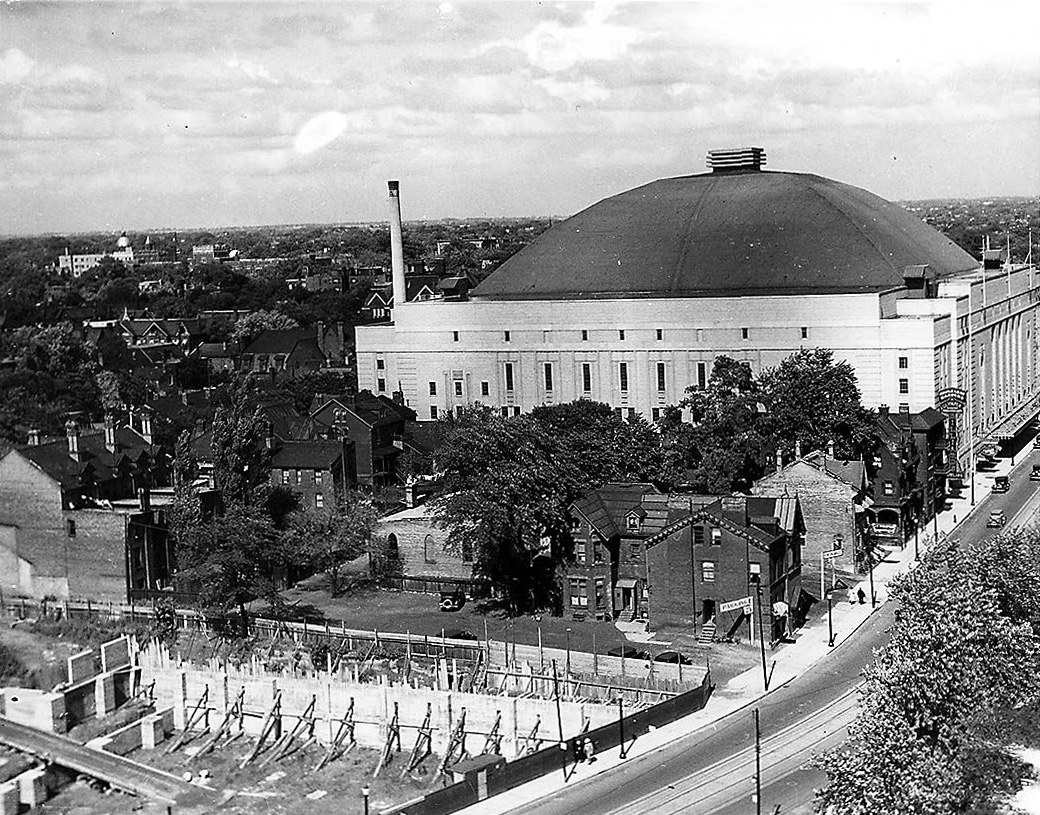
Maple Leaf Gardens 1934.

Maple Leaf Gardens är en inomhusarena som senare byggdes om till ett köpcentrum för affärskedjan Loblaws, och ett idrottscentrum för Ryerson University (Peter Gilgan Athletic Centre at the Gardens) i Toronto, vid nordvästra hörnet av Carlton Street och Church Street i Torontos Garden District.
I Maple Leaf Gardens spelades bland annat ishockey när Toronto Maple Leafs hade hemmamatcher i NHL åren 1931–1999. Laget vann 11 Stanley Cup-titlar åren 1932–1967 i Maple Leaf Gardens. Säsongen 1933–34 spelades här en välgörenhetsmatch för Toronto Maple Leafs forward Ace Bailey, vars karriär stoppats av en svår skada. Den första årliga All Star-matchen i NHL spelades i Maple Leaf Gardens 1947.

### Fotnoter
1. ↑  Flavelle, Dana (25 november 2011). ”Maple Leaf Gardens: From shrine to supermarket”. The Star (Toronto). http://www.thestar.com/business/companies/article/1092943--maple-leaf-gardens-from-shrine-to-supermarket.